# Hotel FM
A Hotel FM egy román együttes, akik Romániát képviselték a 2011-es Eurovíziós Dalfesztiválon Németországban. A 2005 áprilisában alakult nagyváradi együttest David Bryan, Gabriel Băruţa, Alex Szus, Darius Neagu, Vicky Sava, Marius Văduva, Diana Mărmăneanu, Vlady Săteanu és Gabi Drăgan alkotja.
A TVR köztelevízió 2010. december 31-én rendezett nemzeti döntőjében a Change című dallal, a 13 fős mezőnyben győzött 22 ponttal. A zsűrinél az első, míg a televotingnál a második helyet szerezte meg.
Korábban, 2010-ben próbálkoztak indulni a versenyen. Ekkor a "Come As One" című daluk a negyedik helyen végzett.

## Fordítás
- Ez a szócikk részben vagy egészben  a   Hotel FM című angol Wikipédia-szócikk fordításán alapul.  Az eredeti cikk szerkesztőit annak laptörténete sorolja fel. Ez a jelzés csupán a megfogalmazás eredetét és a szerzői jogokat jelzi, nem szolgál a cikkben szereplő információk forrásmegjelöléseként.

## Lásd még
- 2011-es Eurovíziós Dalfesztivál
- Change
- Románia az Eurovíziós Dalfesztiválokon
- Nagyvárad